# Munich (film)
Pour les articles homonymes, voir Munich (homonymie).
Pour plus de détails, voir Fiche technique et Distribution.
Munich est un film américano-canado-français réalisé et produit par Steven Spielberg, sorti en 2005. Écrit par Tony Kushner et Eric Roth, il s'agit d'une adaptation du livre Vengeance (en) de George Jonas. Il raconte les attentats des Jeux olympiques d'été de 1972 à Munich où des Palestiniens membres de l'organisation Septembre noir prirent en otages et assassinèrent onze athlètes de la délégation israélienne. Il décrit également l'opération Colère de Dieu, à travers l'histoire d'un agent issu du Mossad chargé de traquer les responsables et de les éliminer.
Malgré plusieurs polémiques, Munich est un succès critique et est régulièrement cité comme l'un des meilleurs films américains de l'année. Cependant, il n'a rencontré qu'un faible succès aux États-Unis, n'ayant rapporté que 47 millions de dollars pour un budget de 70 millions. Il s'est rattrapé par son exploitation dans les pays étrangers où il a rapporté 83 millions, totalisant alors 130 millions de dollars.

## Synopsis
Lors des Jeux olympiques d'été de 1972 à Munich, le groupe terroriste palestinien Septembre noir tue onze membres de l'équipe olympique israélienne. Avner Kaufman, un agent du Mossad d'origine juive allemande, est choisi pour diriger l'opération Colère de Dieu, mission visant à assassiner onze Palestiniens impliqués dans le massacre. Sur les instructions d'Ephraïm, son supérieur hiérarchique, afin de donner au gouvernement israélien un démenti plausible, Kaufman démissionne du Mossad et opère sans lien officiel avec Israël. Son équipe comprend quatre volontaires juifs du monde entier : Steve, chauffeur sud-africain, Robert, fabricant belge de jouets et expert en explosifs, Carl, ancien soldat israélien et "nettoyeur", et Hans, faussaire danois. Ils reçoivent des informations d'un informateur français, Louis.
À Rome, l'équipe assassine Wael Zwaiter, poète et traducteur des Mille et unes nuits en italien. À Paris, ils font exploser une bombe au domicile de Mahmoud Hamchari. À Chypre, ils font exploser la chambre d'hôtel de Hussein Abd Al Chir. Avec des commandos de l'armée israélienne, ils poursuivent trois militants palestiniens - Mohammed Youssef al-Najjar, Kamal Adouan et Kamal Nasser - jusqu'à Beyrouth, pénètrent dans l'enceinte gardée des Palestiniens et les tuent tous les trois.
Entre les coups, les assassins discutent entre eux de la moralité et de la logistique de leur mission, exprimant leurs craintes quant à leur manque d'expérience individuelle, ainsi que leur ambivalence apparente à l'idée de tuer accidentellement des passants innocents. Avner rend une brève visite à sa femme, qui a donné naissance à leur premier enfant. À Athènes, lorsqu'ils retrouvent Zaiad Muchasi, l'équipe découvre que Louis s'est arrangé pour qu'ils partagent une planque avec leurs rivaux de l'OLP ; les agents du Mossad évitent un incident en se faisant passer pour des membres d'organisations armées comme l'ETA, l'IRA, l'ANC et la RAF. Avner a une conversation sincère avec Ali, membre de l'OLP, sur leur terre natale et sur la question de savoir qui en est l'occupant légitime ; Ali est ensuite abattu par Carl pendant que l'équipe échappe à l'attentat contre Muchasi.
L'équipe se rend à Londres pour traquer Ali Hassan Salameh, qui a orchestré le massacre de Munich, mais la tentative d'assassinat est interrompue par plusieurs Américains ivres. Il est sous-entendu qu'il s'agit d'agents de la CIA, laquelle, selon Louis, protège et finance Salameh en échange de sa promesse de ne pas attaquer les diplomates américains. Pendant ce temps, l'étau commence à se resserrer sur les assassins eux-mêmes. Carl est tué par Jeanette une tueuse à gages néerlandaise. Pour se venger, l'équipe la traque et l'exécute sur une péniche à Hoorn, aux Pays-Bas. Hans est retrouvé poignardé à mort sur un banc dans un parc, et Robert est tué par une explosion dans son atelier. Avner et Steve localisent enfin Salameh en Espagne, mais leur tentative d'assassinat est à nouveau déjouée, cette fois-ci par les gardes armés de Salameh. Avner et Steve ne sont pas d'accord sur l'hypothèse que Louis aurait vendu des informations sur l'équipe à l'OLP.
Avner, désabusé, s'envole pour Israël, où il est choqué d'être salué comme un héros par deux jeunes soldats, puis pour sa nouvelle maison à Brooklyn, où il souffre de trouble de stress post-traumatique et de paranoïa. Ses inquiétudes ne cessent de croître lorsqu'il parle au téléphone avec le père de Louis, qui lui révèle qu'il connaît son vrai nom et lui promet que lui et sa famille ne subiront aucune violence de sa part. Il est jeté hors du consulat israélien après avoir fait un esclandre pour exiger que le Mossad laisse sa femme et son enfant tranquilles. Ephraim vient demander à Avner de retourner en Israël et au Mossad, mais il refuse. Avner demande alors à Ephraim de venir dîner avec sa famille, et rompre le pain en guise d'allégorie pour faire la paix, mais Ephraim refuse, peut-être comme un signe qu'aucun des deux camps ne se réconciliera. Ils se séparent face aux gratte-ciels de New-York parmi lesquels les tours jumelles du World Trade Center, comme un signe que le terrorisme est sans fin.

## Fiche technique
Sauf indication contraire, les informations mentionnées dans cette section peuvent être confirmées par les bases de données cinématographiques IMDb et Allociné,  présentes dans la section « Liens externes ».
- Titre original : Munich
- Réalisation : Steven Spielberg
- Scénario : Tony Kushner et Eric Roth, d'après Vengeance: The True Story of an Israeli Counter-Terrorist Team (en) de George Jonas
- Musique : John Williams
- Direction artistique : Iain McFadyen et Rod McLean
- Décors : Rick Carter
- Costumes : Joanna Johnston
- Photographie : Janusz Kamiński
- Son : Noyan Cosarer, Richard Hymns, Andy Nelson, Erin Michael Rettig, Christopher Scarabosio, Denis St. Amand
- Montage : Michael Kahn
- Production : Kathleen Kennedy, Barry Mendel, Steven Spielberg et Colin Wilson
  - Assistant de production : Vincent Servant
- Sociétés de production :
  - États-Unis : Amblin Entertainment, Barry Mendel Productions, DreamWorks Pictures, The Kennedy/Marshall Company et Universal Pictures
  - Canada : en association avec Alliance Atlantis Communications
  - France : en association avec Peninsula Films
- Sociétés de distribution : Universal Pictures (États-Unis et Canada) ; United International Pictures (France, Belgique, Suisse romande)
- Budget : 70 millions USD[1] ; 75 millions USD[2]
- Pays de production :  États-Unis,  Canada,  France[3]
- Langues originales : anglais, allemand, français, hébreu, arabe, italien, grec, russe, néerlandais
- Format : couleur (Technicolor) — 35 mm — 2,35:1 — son DTS-ES / Dolby Digital EX / SDDS / Dolby SR
- Genre : drame, historique, espionnage, thriller
- Durée : 164 minutes
- Dates de sortie[4] :
  - Canada : 23 décembre 2005
  - États-Unis : 23 décembre 2005 (sortie limitée) ; 6 janvier 2006 (sortie nationale)
  - Québec : 6 janvier 2006[5]
  - France, Belgique, Suisse romande : 25 janvier 2006[6],[7],[8]
- Classification[9] :
  - États-Unis : les enfants de moins de 17 ans doivent être accompagnés d'un adulte (R – Restricted)[N 1]
  - Canada (Alberta / Colombie-Britannique / Saskatchewan) : les personnes de moins de 18 ans doivent être accompagnées d'un adulte (18A - 18 Accompaniment)
  - Canada (Manitoba / Nouvelle-Écosse / Ontario) : les enfants de moins de 14 ans doivent être accompagnées d'un adulte (14A - 14 Accompaniment)
  - Canada (Québec) : 13 ans et plus (violence) (13+ / 13 years and over)[5]
  - France : tous publics avec avertissement[10],[N 2]
  - Belgique : tous publics (Alle Leeftijden)[7]
  - Suisse romande : interdit aux moins de 14 ans[11]

## Distribution
- Eric Bana (VF : Philippe Valmont) : Avner Kaufmann
- Daniel Craig (VF : Jean-Yves Berteloot) : Steve
- Ciarán Hinds (VF : Féodor Atkine) : Carl
- Mathieu Kassovitz (VF : lui-même) : Robert
- Hanns Zischler (VF : lui-même) : Hans
- Geoffrey Rush (VF : Patrick Floersheim) : l'officier du Mossad Ephraïm
- Michael Lonsdale (VF : lui-même) : « Papa », le père de Louis
- Mathieu Amalric (VF : lui-même) : Louis, informateur français, le fils de « Papa »
- Marie-Josée Croze (VF : elle-même) : Jeanette, la tueuse à gage hollandaise, dont le prénom apparaît que dans le générique de fin
- Igal Naor (VF : lui-même) : Mahmoud Hamchari
- Hiam Abbass (VF : elle-même) : Marie Claude Hamchari
- Moritz Bleibtreu (VF : lui-même) : Andreas
- Yvan Attal (VF : lui-même) : Tony, l'ami d'Andreas
- Meret Becker (VF : elle-même) : Yvonne
- Karim Saleh : Issa
- Omar Metwally : Ali
- Mostéfa Djadjam (VF : lui-même) : Hussein Abad Al-Chir
- Gila Almagor (VF : Évelyn Séléna) : la mère d'Avner
- Valeria Bruni-Tedeschi (VF : elle-même) : Sylvie, la femme de Louis
- Ayelet Zurer (VF : Neta Landau) : Daphna Kaufmann
- Ami Weinberg (VF : Jean-Luc Kayser) : le général Zamir
- Lynn Cohen (VF : Perrette Pradier) : Golda Meir
- Souad Amidou : la femme de Yussef
- Mehdi Nebbou : Ali Hassan Salameh
- Fettouma Ousliha-Bouamari : Aïda, femme du camp de refugiés
- Jalil Naciri : un reporter arabe à Munich
- Laurence Février (VF : elle-même) : la femme de « Papa »
- Mahmoud Zemmouri : un vieil homme libanais
- Makram Khoury : Wael Zwaiter
- Ula Tabari : une Palestinienne qui regarde la télévision
- Stéphane Freiss : le journaliste français couvrant la prise d'otage à Munich
- Karim Saidi : Denawi, un terroriste palestinien
- Sasha Spielberg : la jeune Israélienne regardant la télévision
- Djemel Barek : Zaid Muchassi

## Production

### Genèse et développement
Le film s'inspire de Vengeance: The True Story of an Israeli Counter-Terrorist Team (en), un livre controversé du journaliste canadien George Jonas qui décrit les évènements qu'aurait vécu l'agent du Mossad Juval Aviv, rebaptisé Avner dans le livre et le film. Compte tenu du manque d'informations fiables en raison du secret qui entoure l'opération, le scénario s'inspire des évènements réels, tout en romançant certaines parties. Le livre avait été adapté une première fois en 1986 dans L'Épée de Gédéon, un téléfilm de Michael Anderson avec Michael York.
Un des scénaristes, Tony Kushner, considère Munich comme une fiction historique :

« Cette histoire est bourrée de paradoxes et de contradictions. Du fait qu'elle a trait à une opération secrète, nous ne disposons d'aucune information totalement fiable et nous n'en aurons sans doute jamais. Nous nous sommes donc octroyé le droit d'inventer et d'aborder nos personnages sous un angle plus humain. Il me semble que nous donnons ici un exemple très scrupuleux de “fiction historique”. »

— Tony Kushner
Les évènements relatés dans le film avaient profondément marqué l'équipe du film. Le producteur Barry Mendel raconte : « Je me souviens avoir vu Mark Spitz remporter une série de victoires et puis, soudain, le lendemain, voilà que Jim McKay nous annonçait cette tragédie. Toute ma famille s'est figée devant la télé, nous avons passé la journée à suivre en direct le déroulement des événements. Je savais dès cet instant que le monde ne les oublierait jamais ». La productrice Kathleen Kennedy suggère alors de confier la réalisation à Steven Spielberg, lui aussi très marqué par les évènements : « Je sais encore à quel endroit exact de la maison je me trouvais, et je me souviens de l'émission sportive que je regardais lorsque le drame fut annoncé. Il me laissa une impression inoubliable, qui gagna encore en intensité lorsque je vis, des années plus tard, le documentaire Un jour en septembre ».
Le réalisateur développe ensuite avec précaution le projet. Il demande conseil à Dennis Ross, spécialiste du conflit israélo-palestinien et ancien négociateur au Proche-Orient sous la présidence de Bill Clinton. Steven Spielberg se réfère aussi à l'ancien Président des États-Unis puis au responsables des relations publiques de Hollywood.
Le film a fait le choix d'omettre l'assassinat par erreur d'Ahmed Bouchiki, frère du fondateur des Gypsy King, Chico Bouchikhi, à Lillehammer en Norvège le 21 juillet 1973 ainsi que l'arrestation des membres du Mossad qui s'est ensuivie.

### Attribution des rôles
Pour composer les cinq « exécuteurs », Steven Spielberg a fait appel à cinq comédiens d'horizons très différents. Il explique : « Il me semblait important qu'ils aient non seulement des physiques distincts mais des styles d'interprétation et des accents différents, des personnalités très marquées ». L'Australien Eric Bana incarne le meneur Avner, le Britannique Daniel Craig est le Sud-Africain Steve, le Français Mathieu Kassovitz est le Belge Robert. On retrouve également l'Allemand Hanns Zischler ou l'Irlandais Ciarán Hinds.
Outre Mathieu Kassovitz, la distribution compte plusieurs actrices et acteurs français : Yvan Attal, Michael Lonsdale, Mathieu Amalric, Valeria Bruni Tedeschi, Stéphane Freiss, Amélia Jacob, Mostéfa Djadjam, Laurence Février, Karim Saleh, Mehdi Nebbou et Souad Amidou.
Ben Kingsley, qui avait tourné avec Steven Spielberg dans La Liste de Schindler (1993), devait initialement tenir un rôle dans Munich mais il était occupé par un autre projet.

### Tournage
Le tournage devait initialement débuter à l'été 2003. Il est annulé quelques semaines seulement avant. Steven Spielberg reprend alors son projet La Guerre des mondes avec Tom Cruise dont Mission impossible 3 avait aussi été repoussé.
Bien que l'histoire se déroule dans plusieurs pays d'Europe et du Moyen-Orient, le tournage de Munich a eu lieu essentiellement en Hongrie, à Malte et en France. Près de 120 décors ont été créés. Plusieurs villes d'Europe du Nord ont été recréées à Budapest. Le chef décorateur Rick Carter raconte : « Le boulevard Andrassy, qui part de l'opéra de Budapest, m'a offert la meilleure réplique possible de Paris. Et le plus beau, c'est que celle-ci se situait... à une centaine de mètres du meilleur des décors romains ! ». L'île de Malte a quant à elle servi pour simuler des pays d'Europe du Sud (Italie, Espagne, Grèce) et du Proche-Orient (Chypre, Liban, Palestine, Israël), utilisant les infrastructures des Mediterranean Film Studios.
Steven Spielberg ayant reçu plusieurs menaces de mort durant la préparation du film, lui et certains de ses collaborateurs ont même été protégés par plusieurs gardes du corps sur le plateau.

### Musique
La musique du film est composée par John Williams, très fidèle collaborateur de Steven Spielberg. Pour son travail, John Williams est notamment nommé pour l'Oscar de la meilleure musique de film.
Liste des titres
1. Munich, 1972 – 2:37
2. The Attack at Olympic Village – 3:00
3. Hatikva (The Hope) – 2:02
4. Remembering Munich – 4:38
5. Letter Bombs – 2:48
6. A Prayer for Peace – 3:51
7. Bearing the Burden – 8:11
8. Avner and Daphna – 4:02
9. The Tarmac at Munich – 3:59
10. Avner's Theme – 3:07
11. Stalking Carl – 4:24
12. Bonding – 1:57
13. Encounter in London and Bomb Malfunctions – 3:37
14. Discovering Hans – 2:47
15. The Raid in Tarifa – 2:03
16. Thoughts of Home – 4:03
17. Hiding the Family – 1:25
18. End Credits – 4:06

## Accueil

### Accueil critique
Aux États-Unis, le film obtient 78 % d'opinions favorables pour 202 avis recensés par l'agrégateur Rotten Tomatoes. Sur Metacritic, il obtient une note moyenne de 74/100, pour 39 critiques.
Le film a été applaudi par Abou Daoud, le chef du commando palestinien et abondamment critiqué par Zvi Zamir, le chef du Mossad, qui insiste sur le fait que le personnage d'Avner n'a jamais existé dans la réalité. Toujours du côté israélien, Ehud Danoch, le consul général à Los Angeles, a reproché au film de mettre sur un pied d'égalité les agents du Mossad et les terroristes palestiniens. Il a déclaré lors d'un entretien radiophonique sur une radio israélienne : « Cette production est superficielle, prétentieuse et problématique, car elle place sur le même plan le Mossad et les terroristes palestiniens, ce qui est moralement incorrect. Du point de vue du cinéma hollywoodien, ce film sera probablement classé comme un bon film, mais en ce qui concerne le message qu'il véhicule, il pose problème. ». Ces propos ont été soutenus par Gideon Meir, un haut responsable du ministère des Affaires étrangères israélien.

### Box-office
| Pays ou région    | Box-office        | Date d'arrêt du box-office | Nombre de semaines |
| ----------------- | ----------------- | -------------------------- | ------------------ |
| États-Unis Canada | 47 403 685 $      | 30 mars 2006               | 14                 |
| France            | 1 039 340 entrées | -                          | -                  |
| Mondial           | 130 358 911 $     | -                          | -                  |

## Distinctions

### Récompenses
- Australian Film Institute Awards 2005 : Meilleur film de l'année
- Washington D.C. Area Film Critics Association Awards 2005 :
  - Meilleur film
  - Meilleur réalisateur pour Steven Spielberg

- Central Ohio Film Critics Association Awards 2006 : meilleure distribution
- Kansas City Film Critics Circle Awards 2006 :
  - Meilleur film
  - Meilleur réalisateur pour Steven Spielberg
  - Meilleur scénario adapté pour Tony Kushner et Eric Roth

### Nominations
- American Cinema Editors Awards 2006 : Meilleur montage pour un film dramatique (Michael Kahn)
- Austin Film Critics Association Awards 2006 : meilleur film
- Australian Film Institute Awards 2006 : meilleur acteur pour Eric Bana
- Chicago Film Critics Association Awards 2006 :
  - Meilleur réalisateur pour Steven Spielberg
  - Meilleure photographie (Janusz Kamiński)
- Critics Choice Awards 2006 :
  - Meilleur film
  - Meilleur réalisateur pour Steven Spielberg
- Directors Guild of America Awards 2006 : meilleur réalisateur pour Steven Spielberg
- Golden Globes 2006 :
  - Meilleur réalisateur pour Steven Spielberg
  - Meilleur scénario pour Tony Kushner et Eric Roth
- Golden Trailer Awards 2006 : meilleur film dramatique
- Oscars 2006 :
  - Meilleur film
  - Meilleur réalisateur pour Steven Spielberg
  - Meilleur montage pour Michael Kahn
  - Meilleure musique de film pour John Williams
  - Meilleur scénario adapté pour Tony Kushner et Eric Roth

- Empire Awards 2007 : meilleur thriller
- Grammy Awards 2007 : meilleur album composé pour la télévision, le cinéma ou un programme spécial pour John Williams

## Éditions en vidéo
- En France, le film Munich est sorti en DVD le 26 septembre 2006[23]. Par la suite, le film est ressorti en DVD le 3 avril 2007[24], puis en VOD le 15 octobre 2017[6] et en Blu-ray le 6 mars 2018[25].
- Au Québec, le film est sorti en DVD le 9 mai 2006[5].